# Ossian
Ossian (gælisk Oisian, irsk Oissin eller Oisein) opgives have været en keltisk barde fra 3. århundrede, søn af en kong Fingal af Alba i Højskotland. Han er bekendt fra Ossians sange.
Han skal være blevet blind i sin alderdom; men vi ved intet om hans liv ud over, hvad der fremgår af de digte, der går under hans navn. Om det 1807 udgivne: Dàna Oisein mhic Fhinn: Air an cur amach airson maith coitcheannta muinntir na Gaeltachd (de af Macpherson fremlagte originale gæliske digte) gælder, at medens dets sprogform er fra omtrent år 1100, er indholdet langt ældre skildringer af et meget primitivt, hedensk liv.
Ossian gav også inspiration til Niels W. Gades gennembrudsværk Efterklange af Ossian fra 1840, udgivet i Tyskland.